# Biserica de lemn din Vaidei

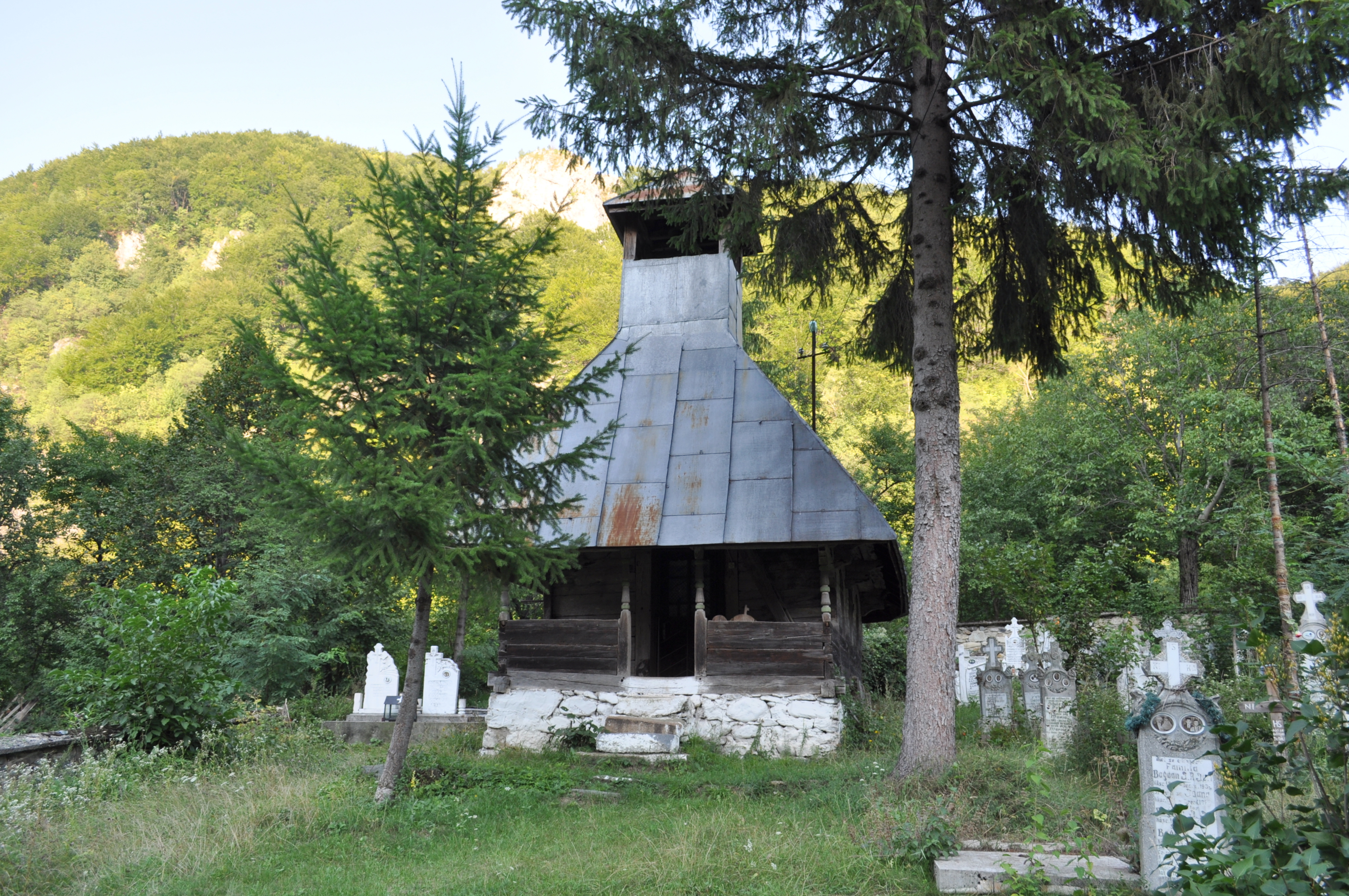
Biserica de lemn „Adormirea Maicii Domnului” din Vaidei, comuna Stănești, județul Gorj, foto: august 2015.

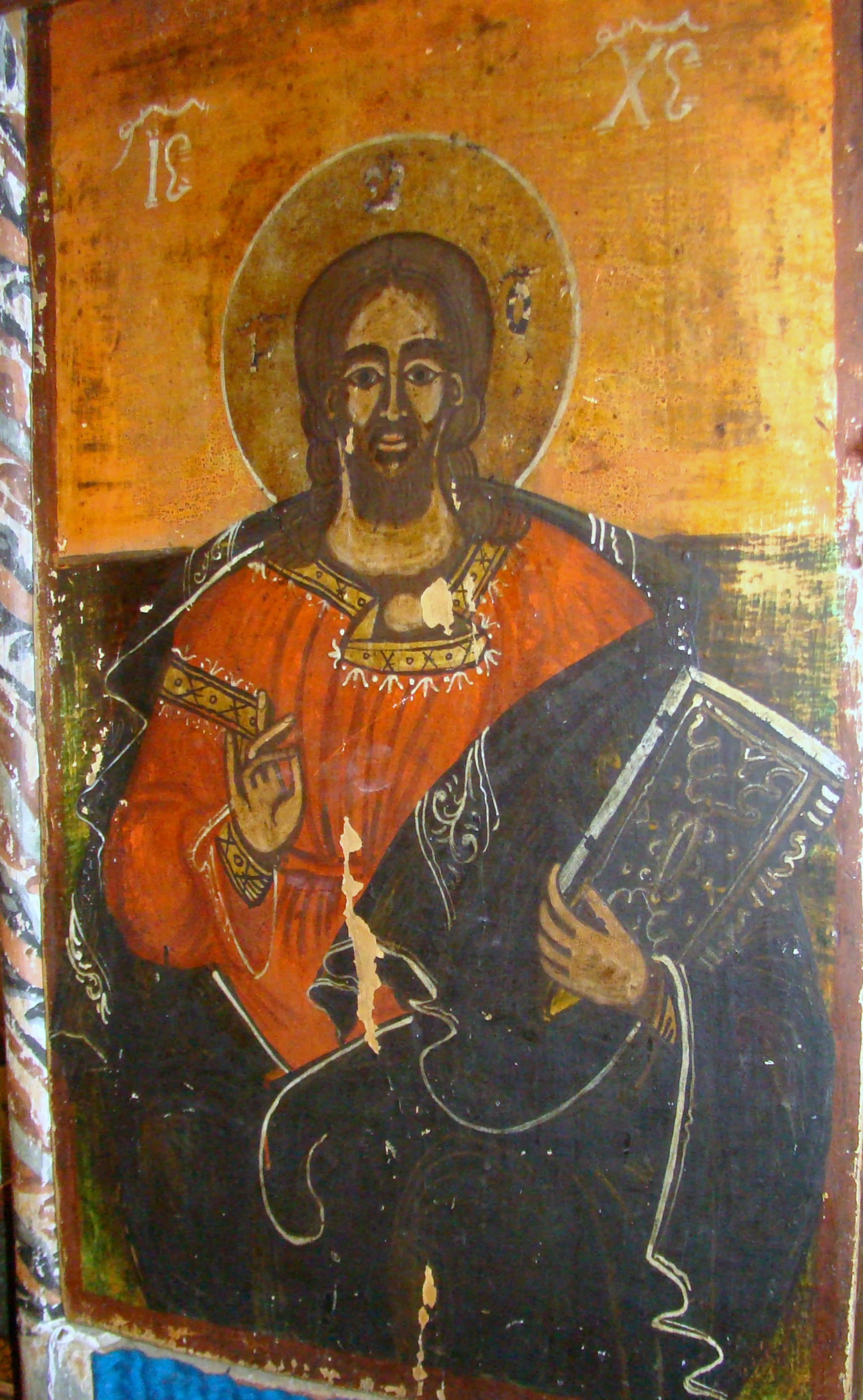
Icoană împărătească: Deisis

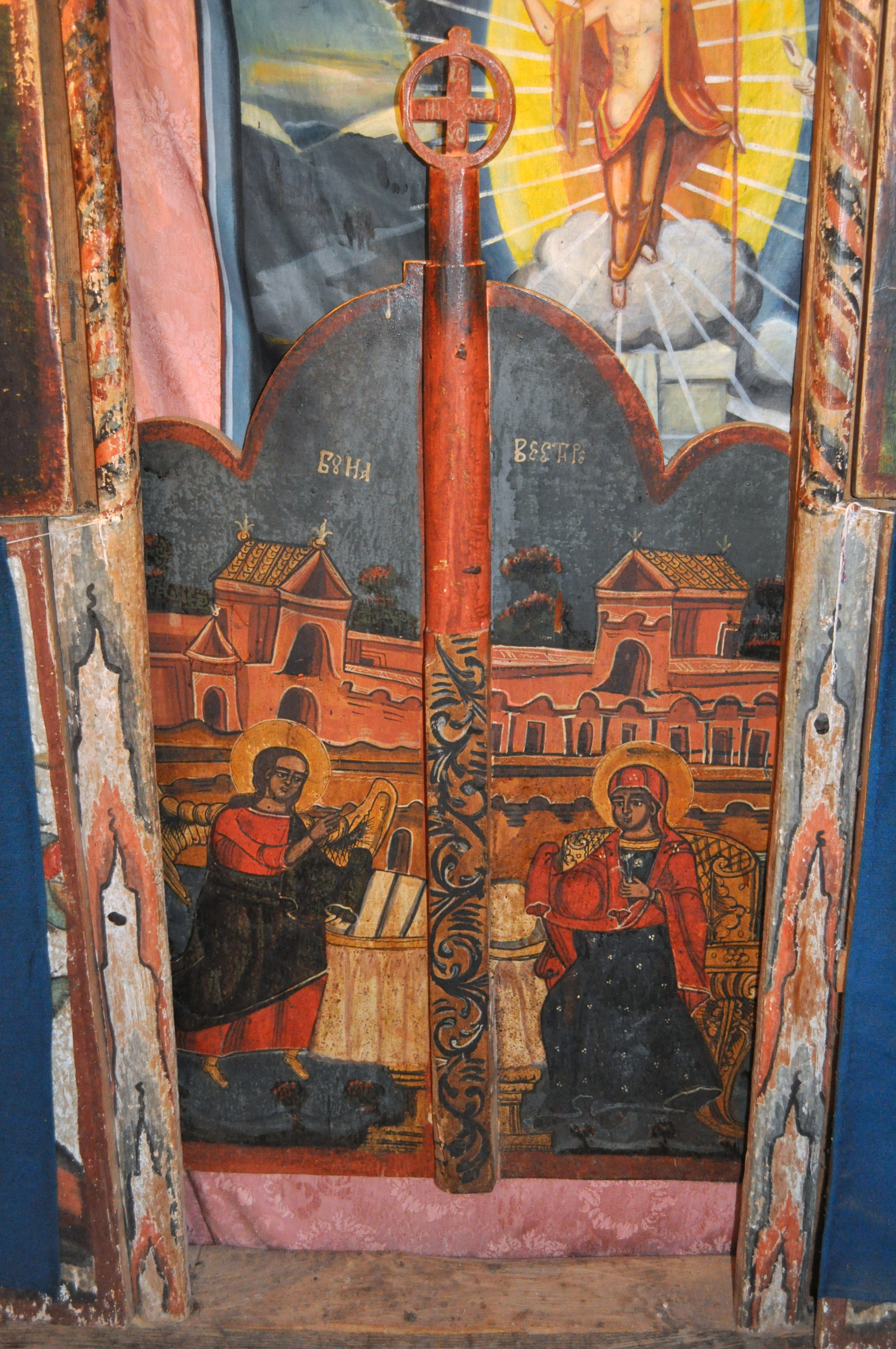
Uşile împărăteşti: Buna Vestire

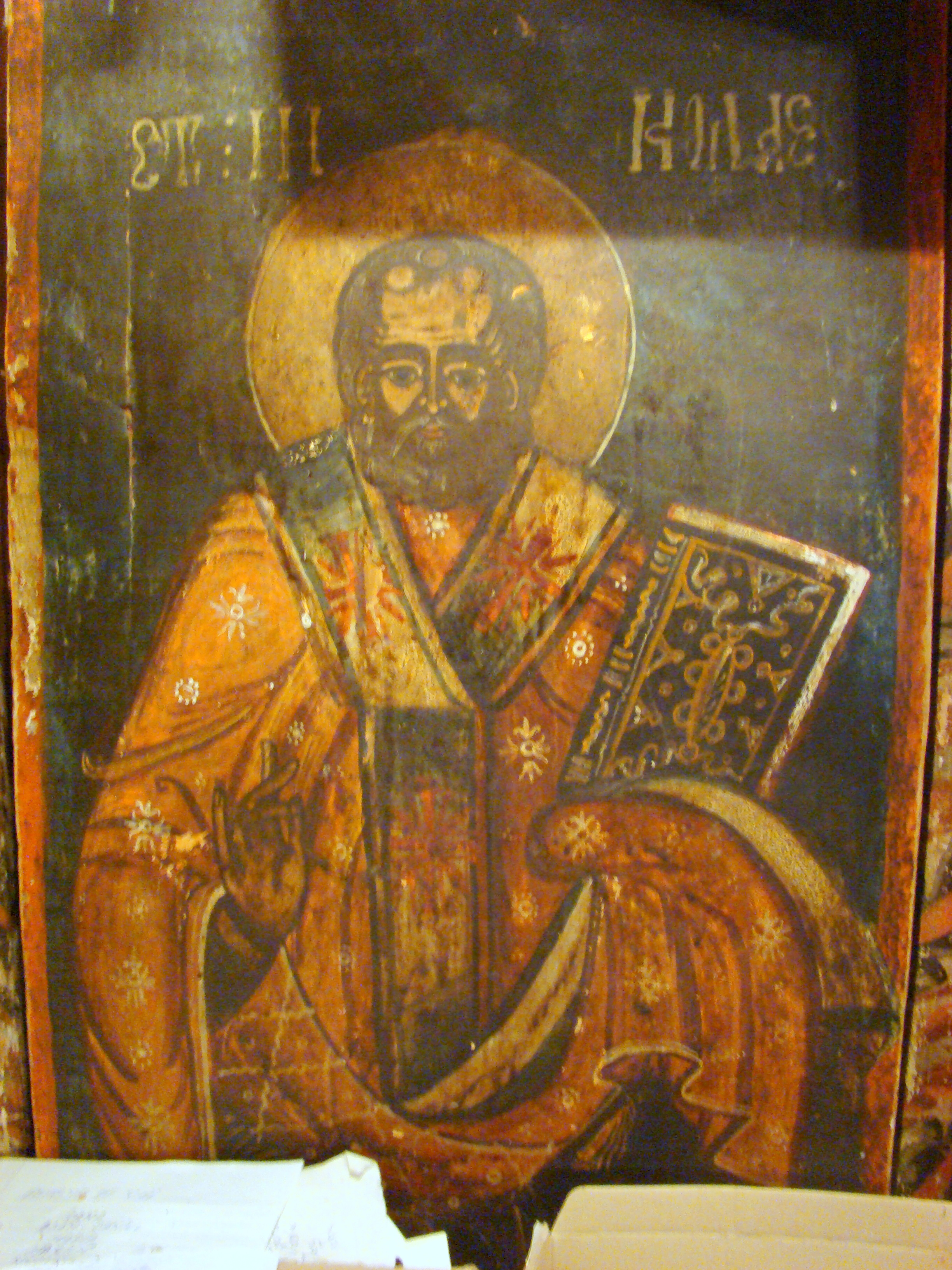
Icoană împărătească: Sfântul Nicolae

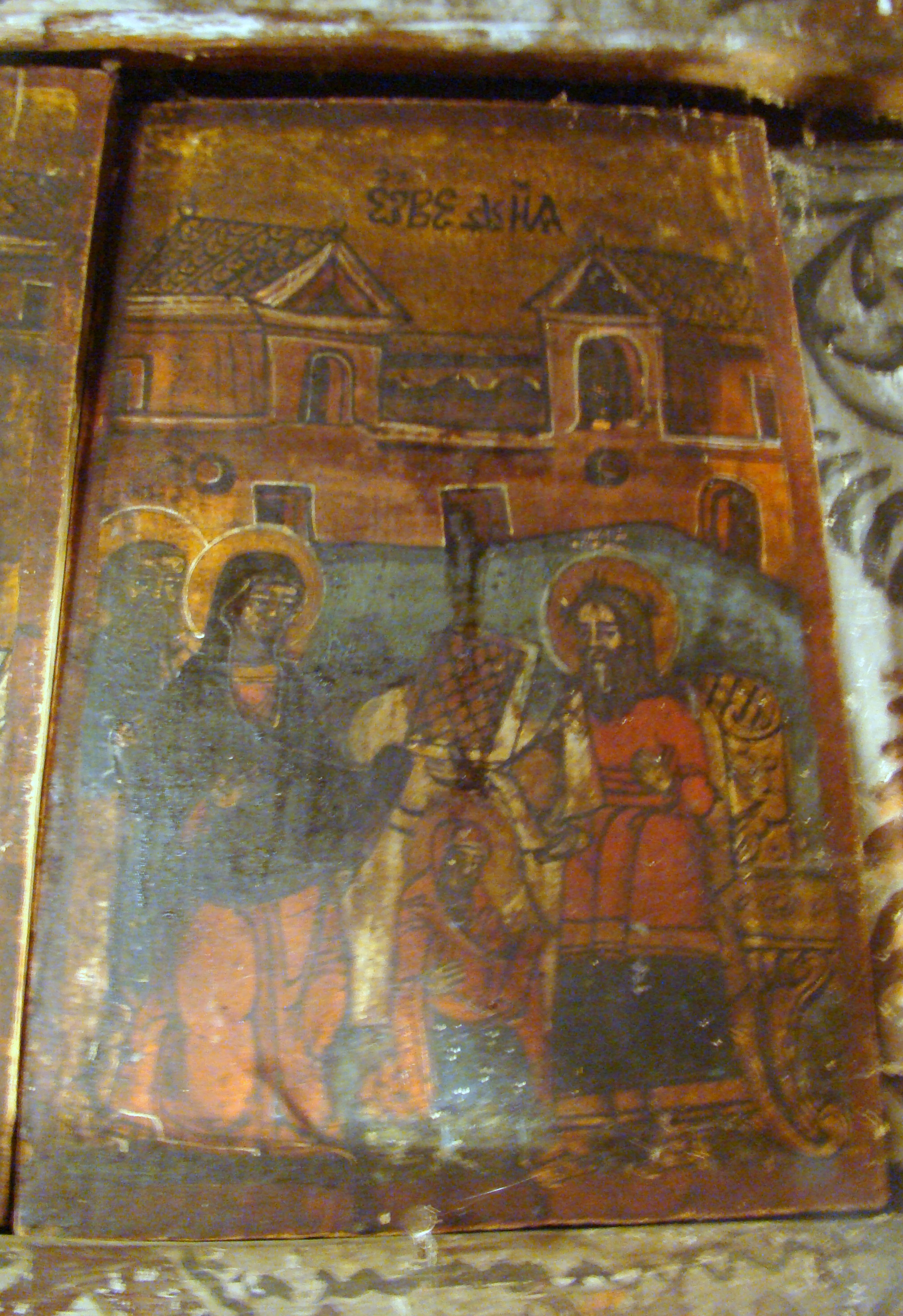
Intrarea Maicii Domnului în Biserică

Biserica de lemn din Vaidei, comuna Stănești, județul Gorj, datează din anul 1827 . Are hramul „Adormirea Maicii Domnului” (15 august). Biserica se află pe noua listă a monumentelor istorice sub codul LMI:  GJ-II-m-B-09447.

## Istoric și trăsături
Biserica este situată într-un cadru natural foarte pitoresc format de Munții Sturile și Valea Șușiței Verde.
Conform pomelnicelor, biserica megieșilor din Vaidei „în hramul Adormirea a fost făcută în anul 1827 decembrie 4 de Pavel Burchi, Barbu Groza și Gavril Bogdan”. După sistemul constructiv și planimetric însă, biserica pare mai degrabă din secolul al XVIII-lea. 
Pereții, de mici dimensiuni, înscriu o navă dreptunghiulară și un altar retras, poligonal, cu cinci laturi.
Cadrele originare ale intrării nu mai există și odată cu ele au dispărut și inscripțiile. Pe latura de vest se află o prispă micuță, de doar 0,60 m, care a înlocuit prispa originară cu elemente sculptate. Deasupra ei există o miniclopotniță cu foișor.
Pantele acoperișului sunt învelite în tablă, în timp ce acoperirea interioară cuprinde o boltă în leagăn, intersectată în altar cu fâșii curbe, tangente pereților.
Tâmpla este împărțită în registrele canonice prin stinghii decorate floral. Cele două registre sunt Răstignirea și moleniile și o friză îngustă a cu profeți în medalioane. 
Din ansamblul de pictură de la Vaidei mai fac parte ușile împărătești, cu reprezentarea Bunei Vestiri, poale de icoane, reprezentate de căni cu flori, icoanele împărătești, inclusiv cele din pronaos. 
Autorul picturii este diaconul Zamfir zugravul, după cum reiese și din pisania așternută cu penelul pe un panou mobil: „Pomelnicu de titori cei mari, pomeni gospod, 1830 decembrie 12, diaconu Zamfir zugravu, Barbu Măriuca, Anuța Stancu, Călina, Ilinca, Radu, Matei, Maria, Dumitru, Măriuca, Radu erodiaconu, Safta, Ion, Gheorghe”.

## Imagini

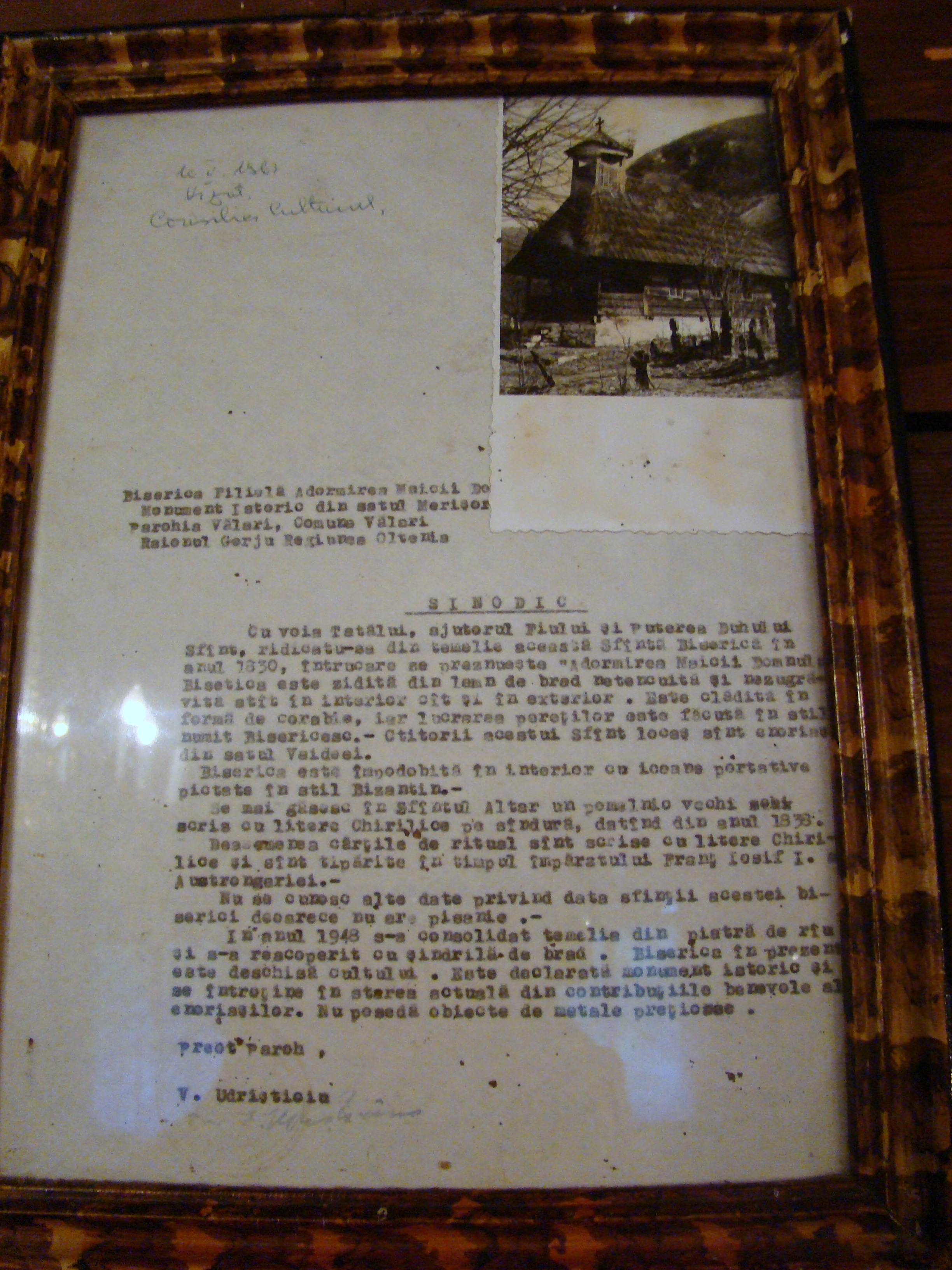
Istoric
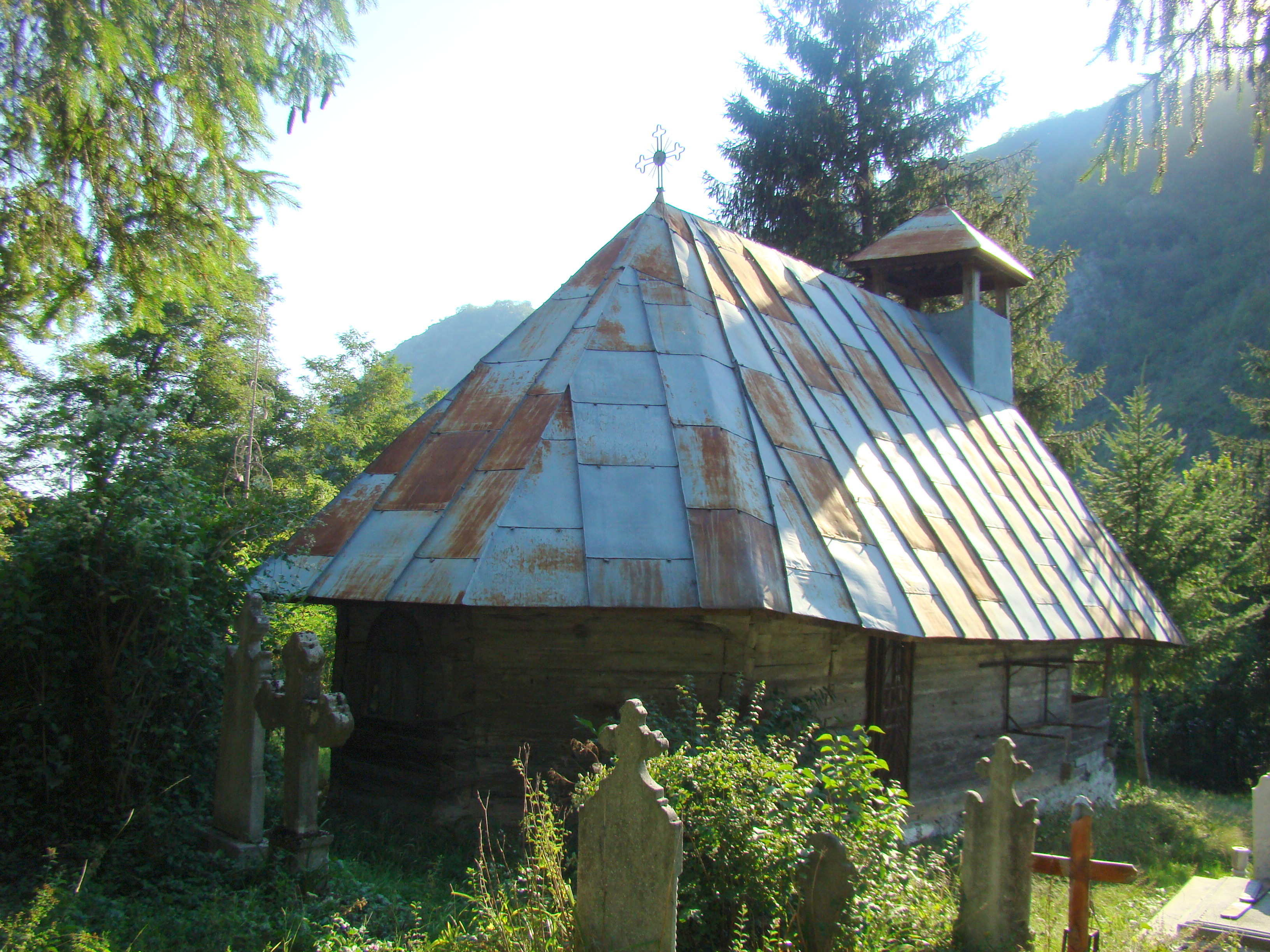
Biserica (nord-est)
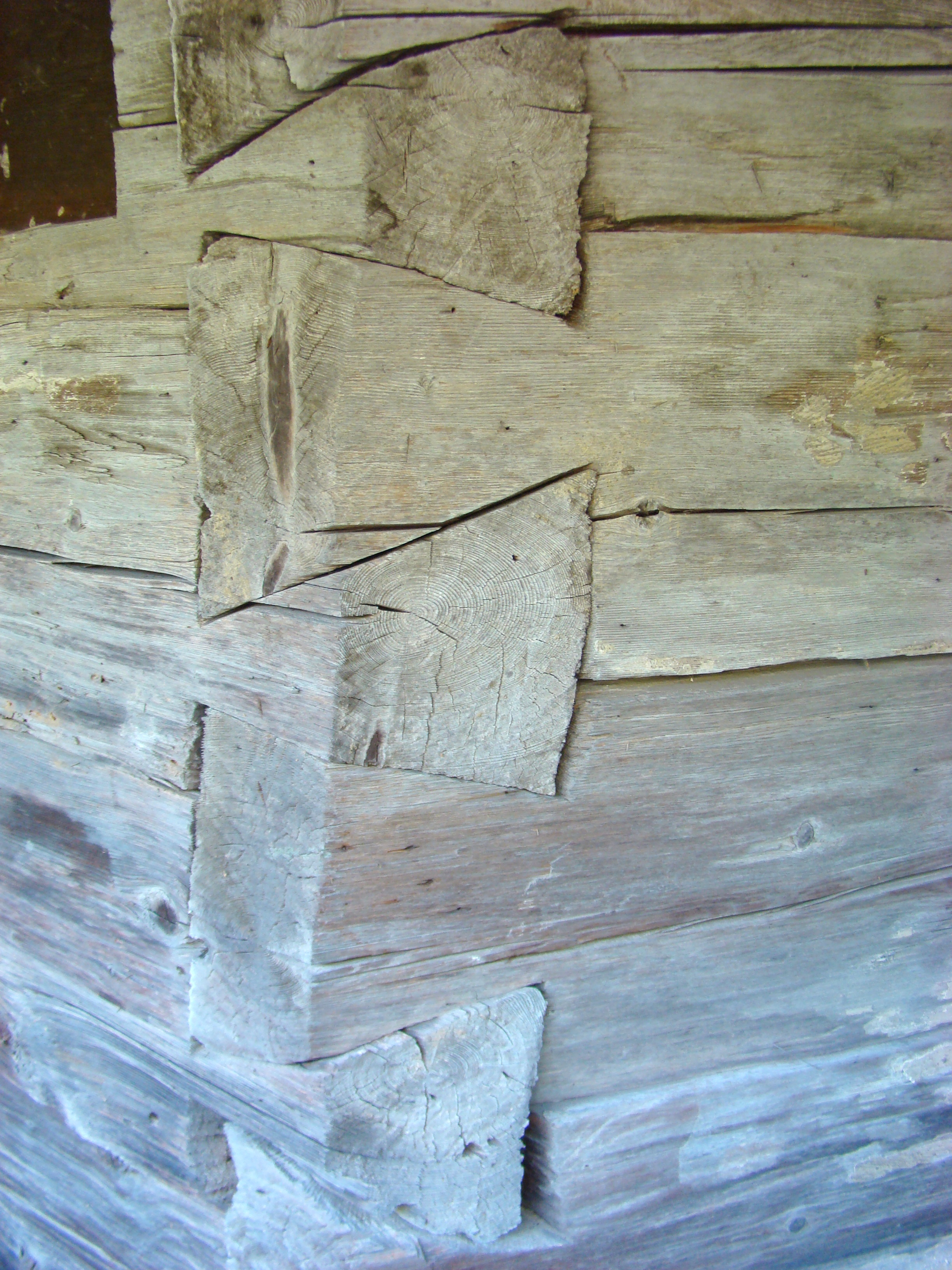
Îmbinări
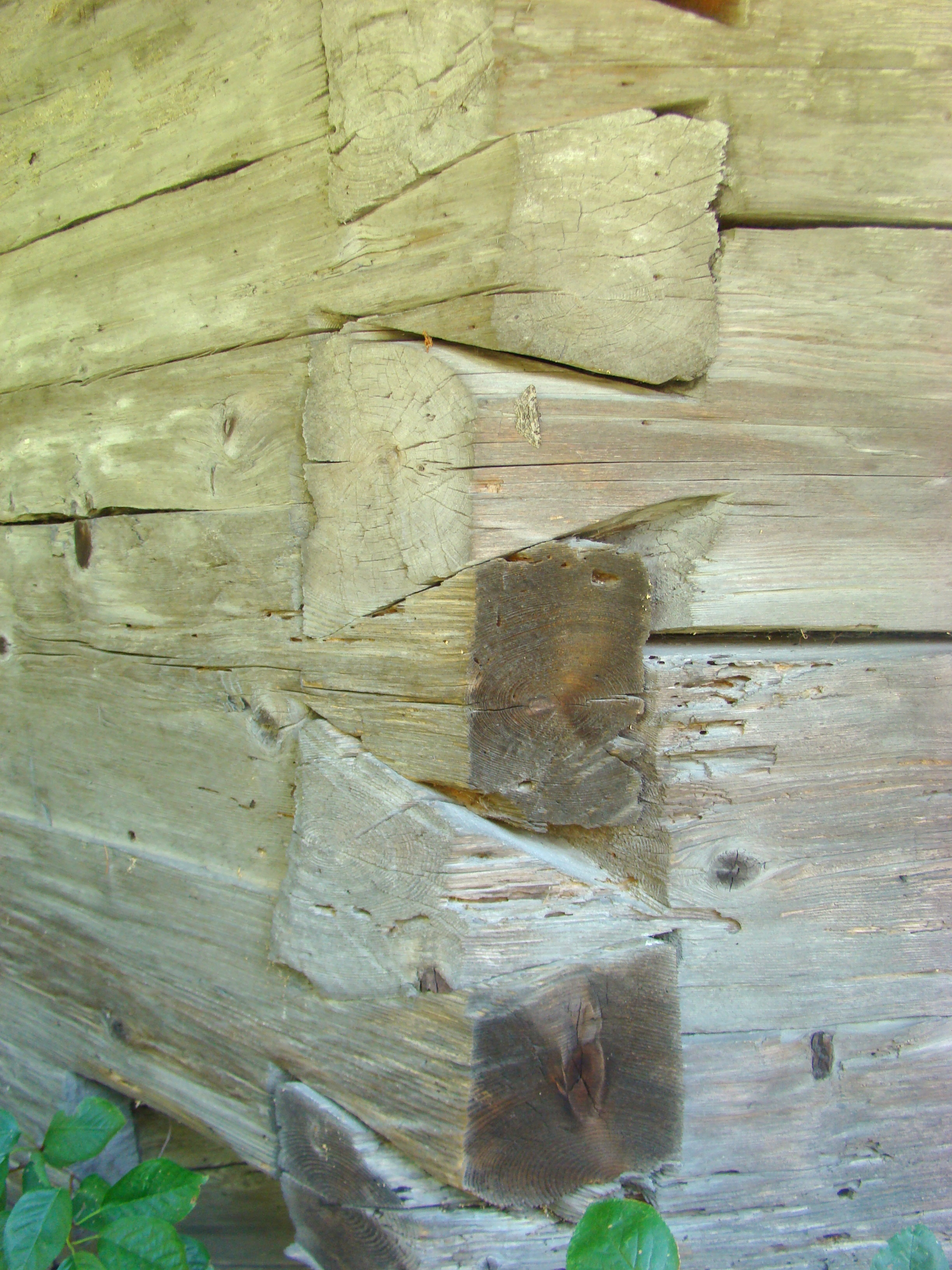
Îmbinări
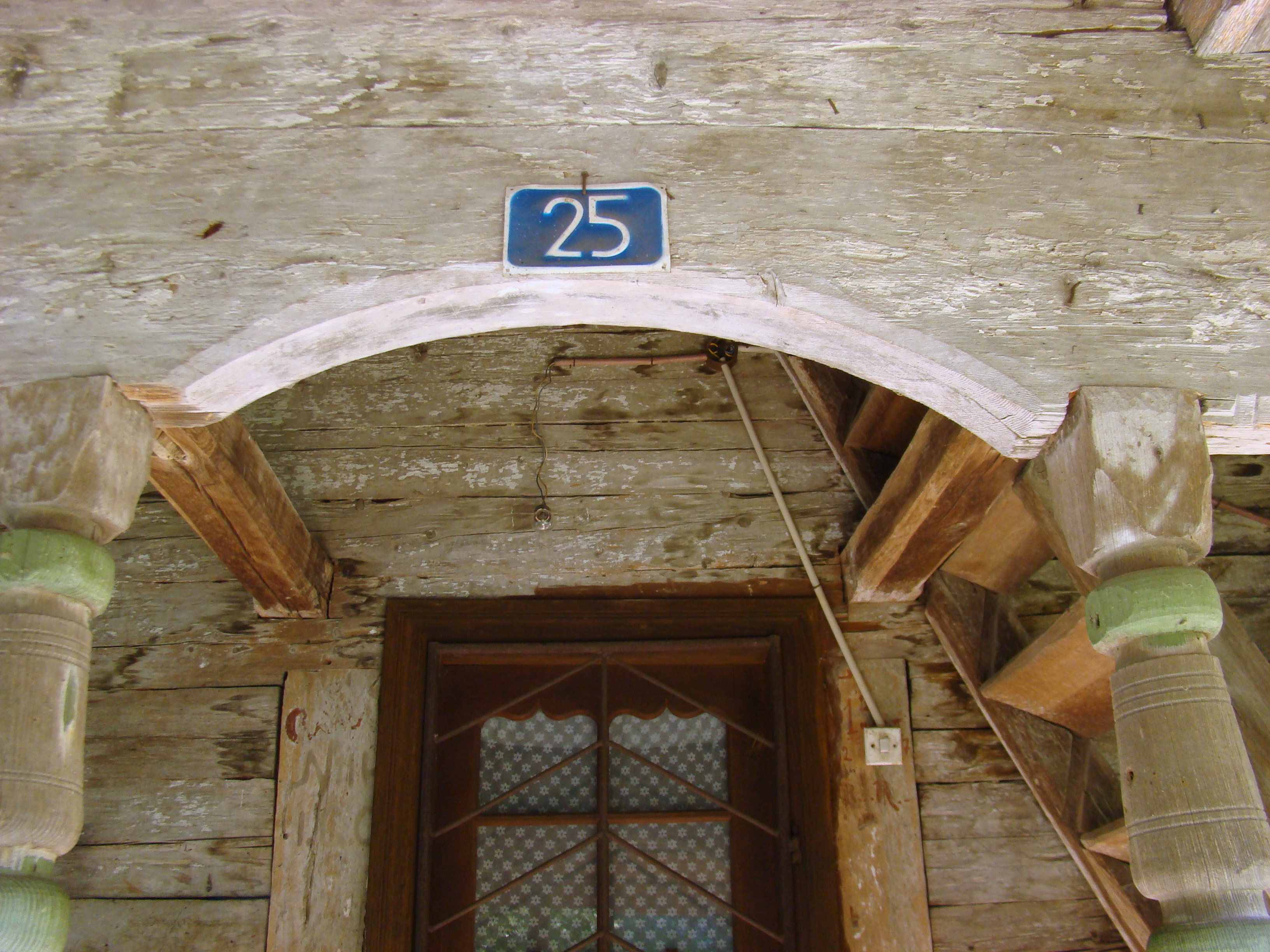
Fruntarul prispei
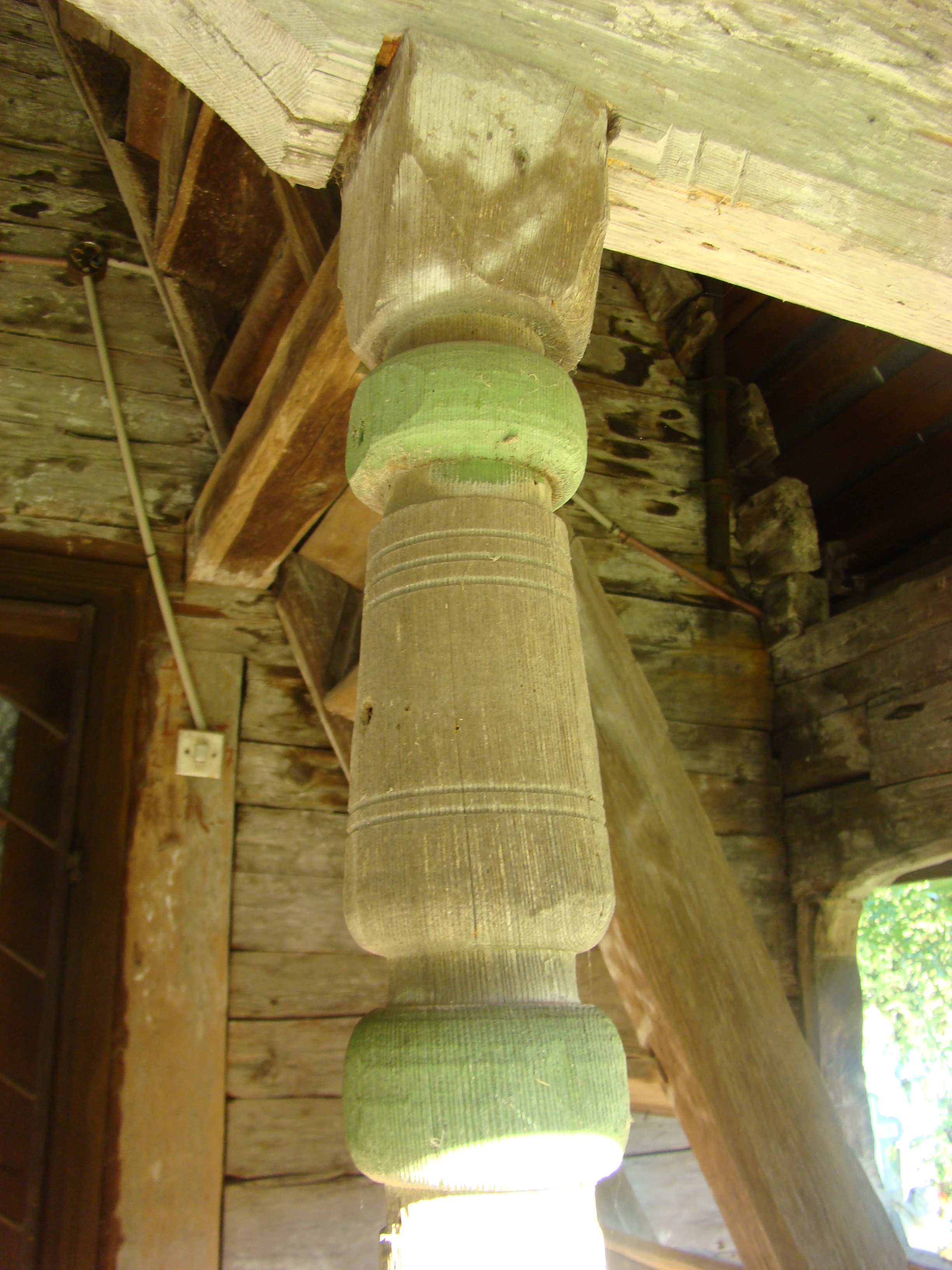
Stâlp strunjit la prispă
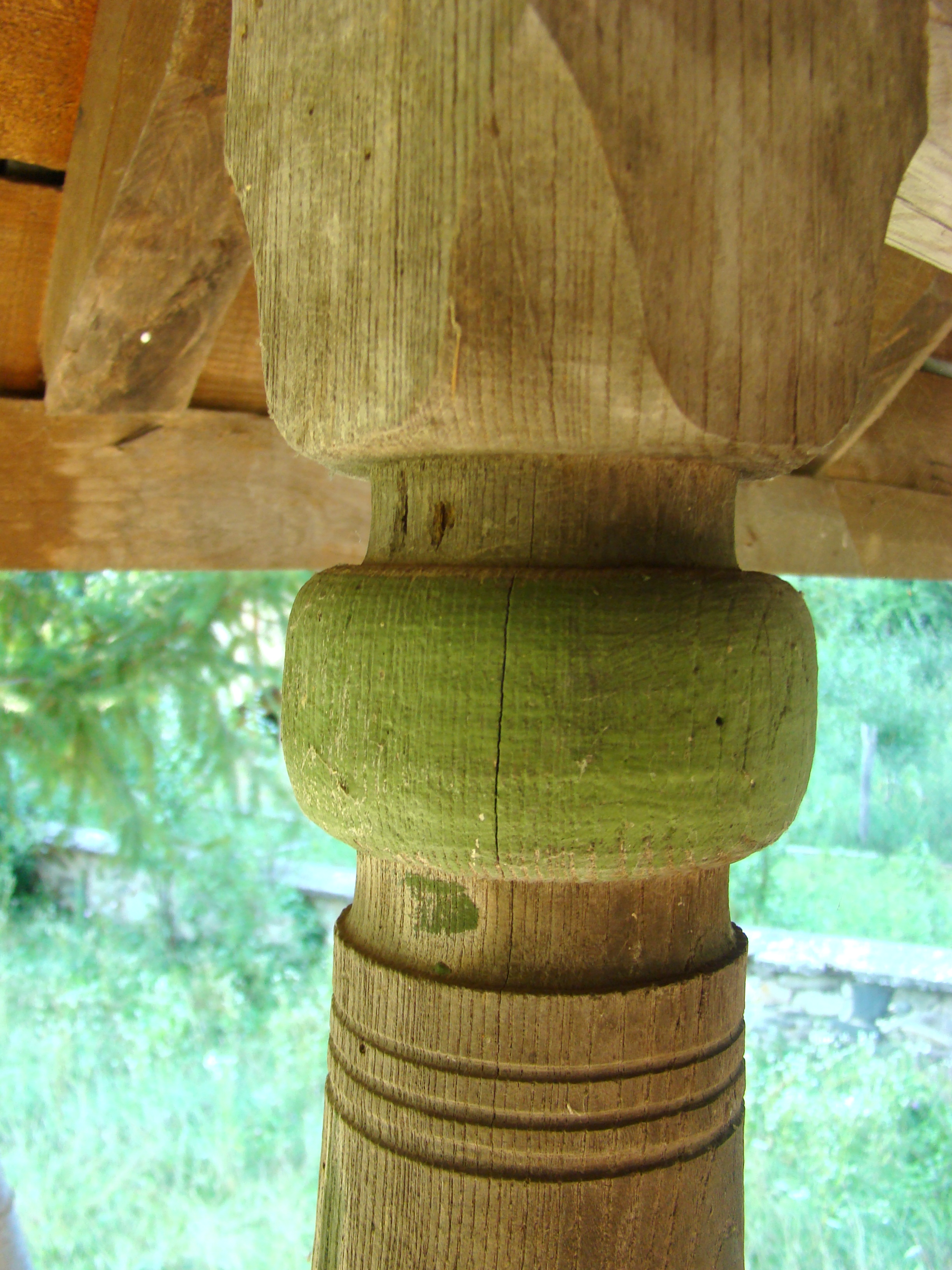
Stâlp strunjit la prispă
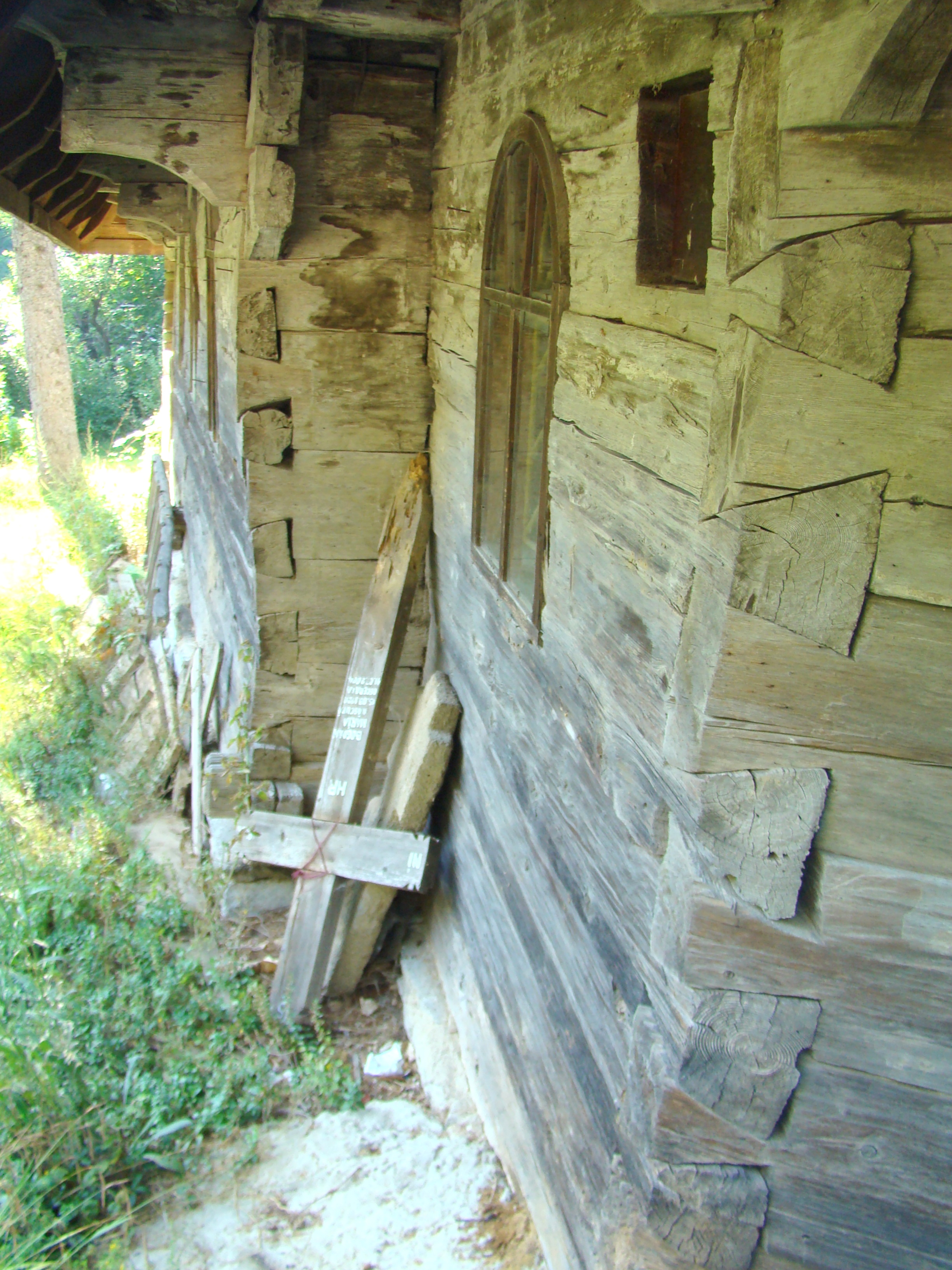
Decroşul altarului
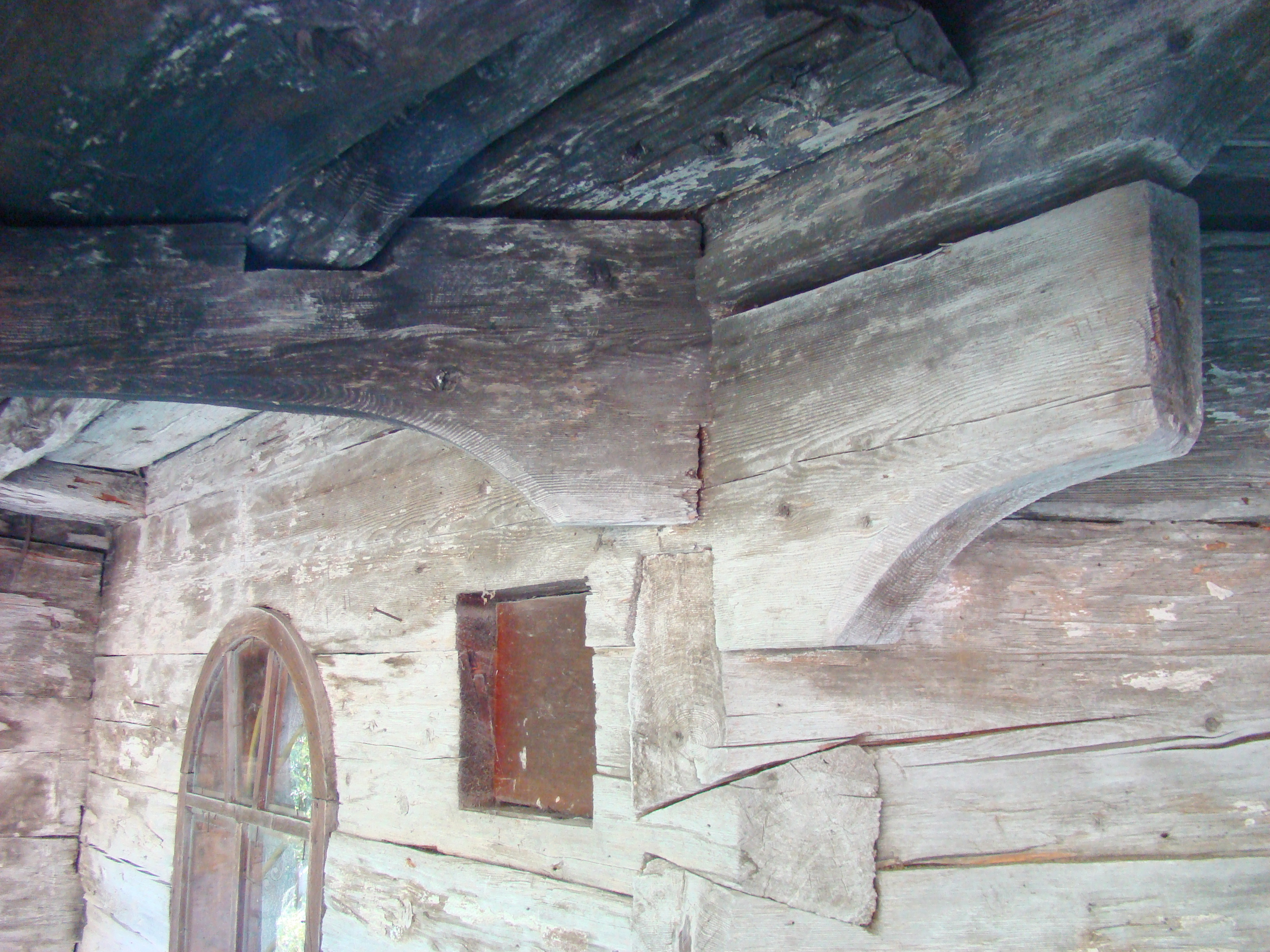
Console şi îmbinări la altar
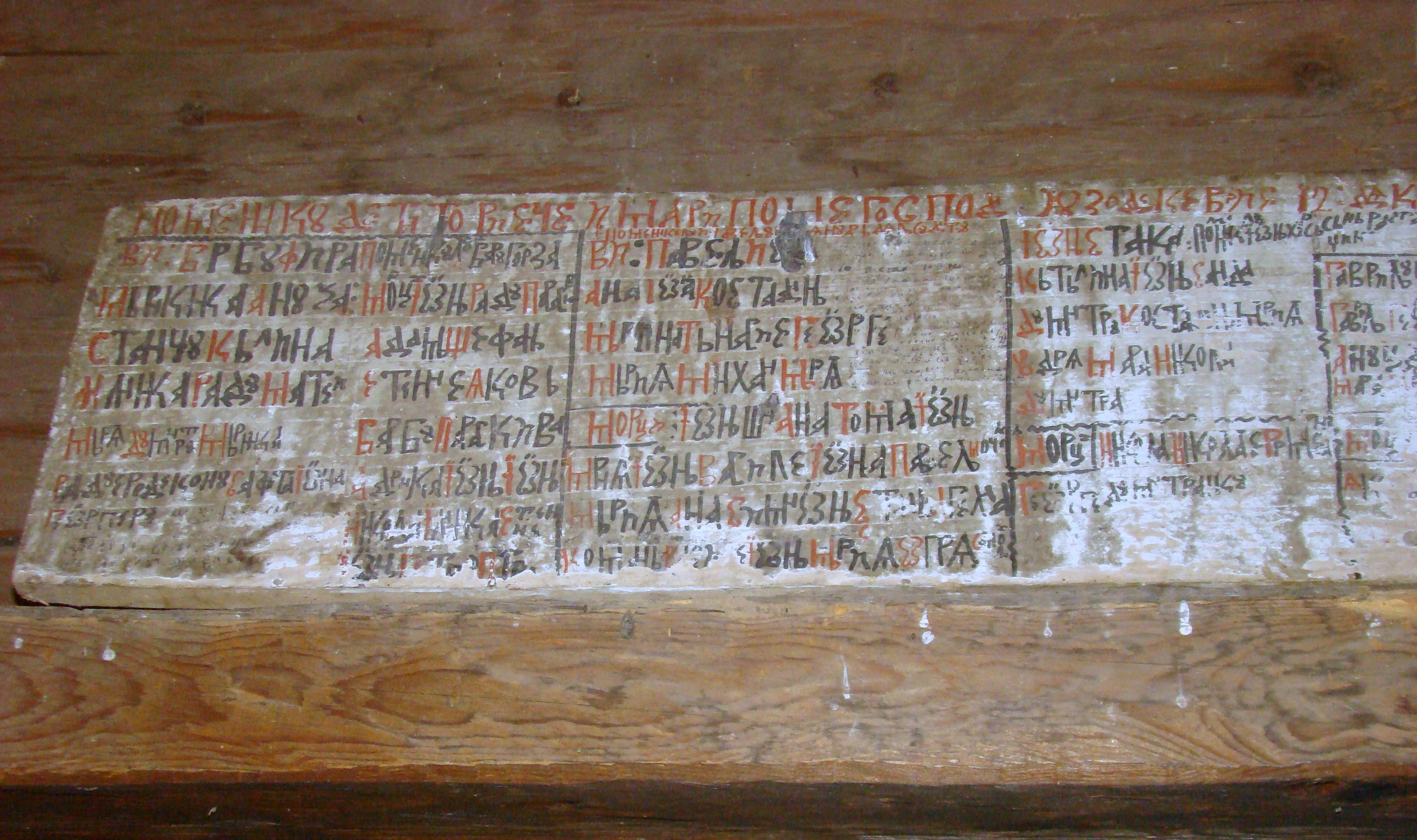
Pisanie
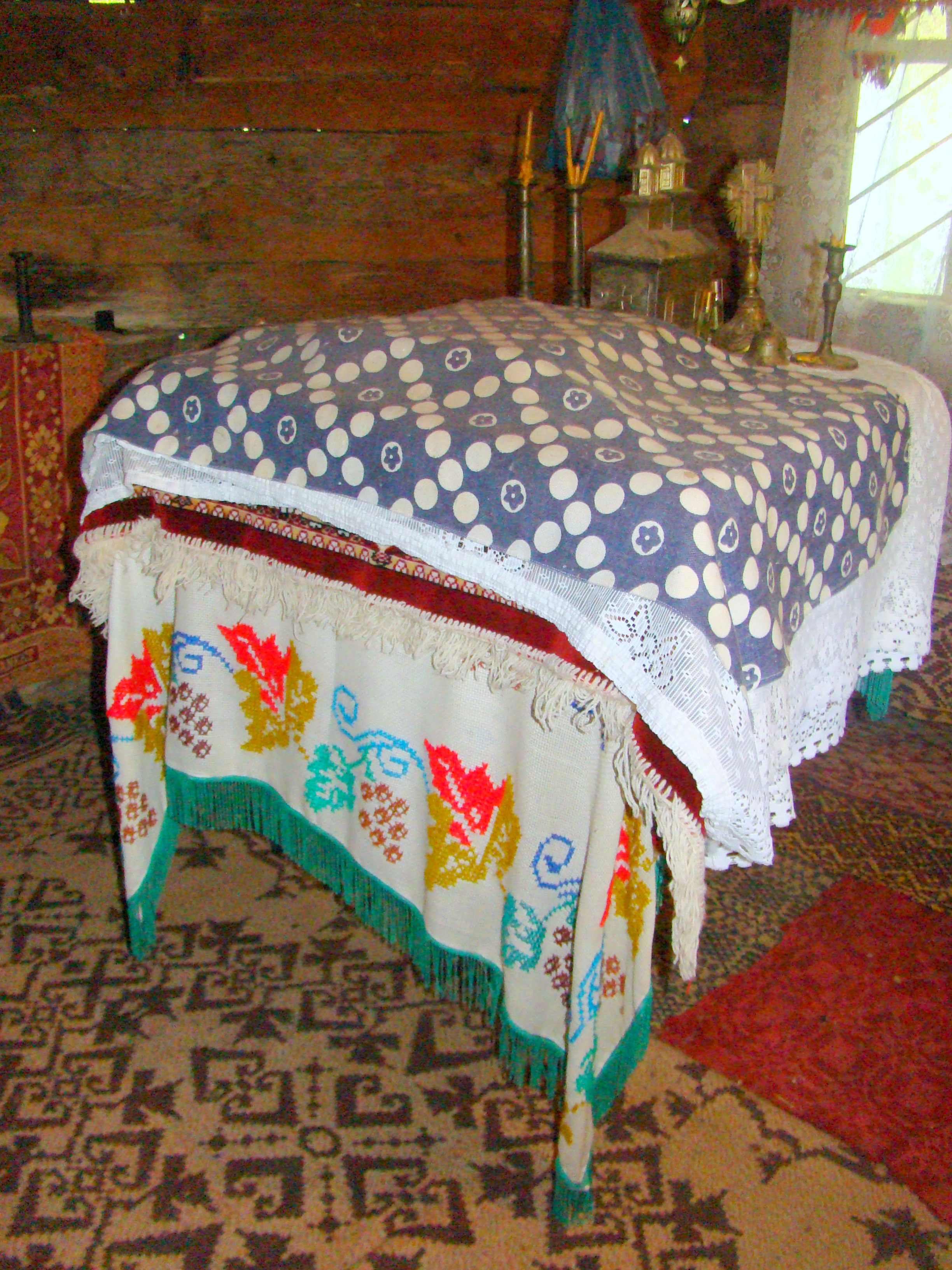
În altar
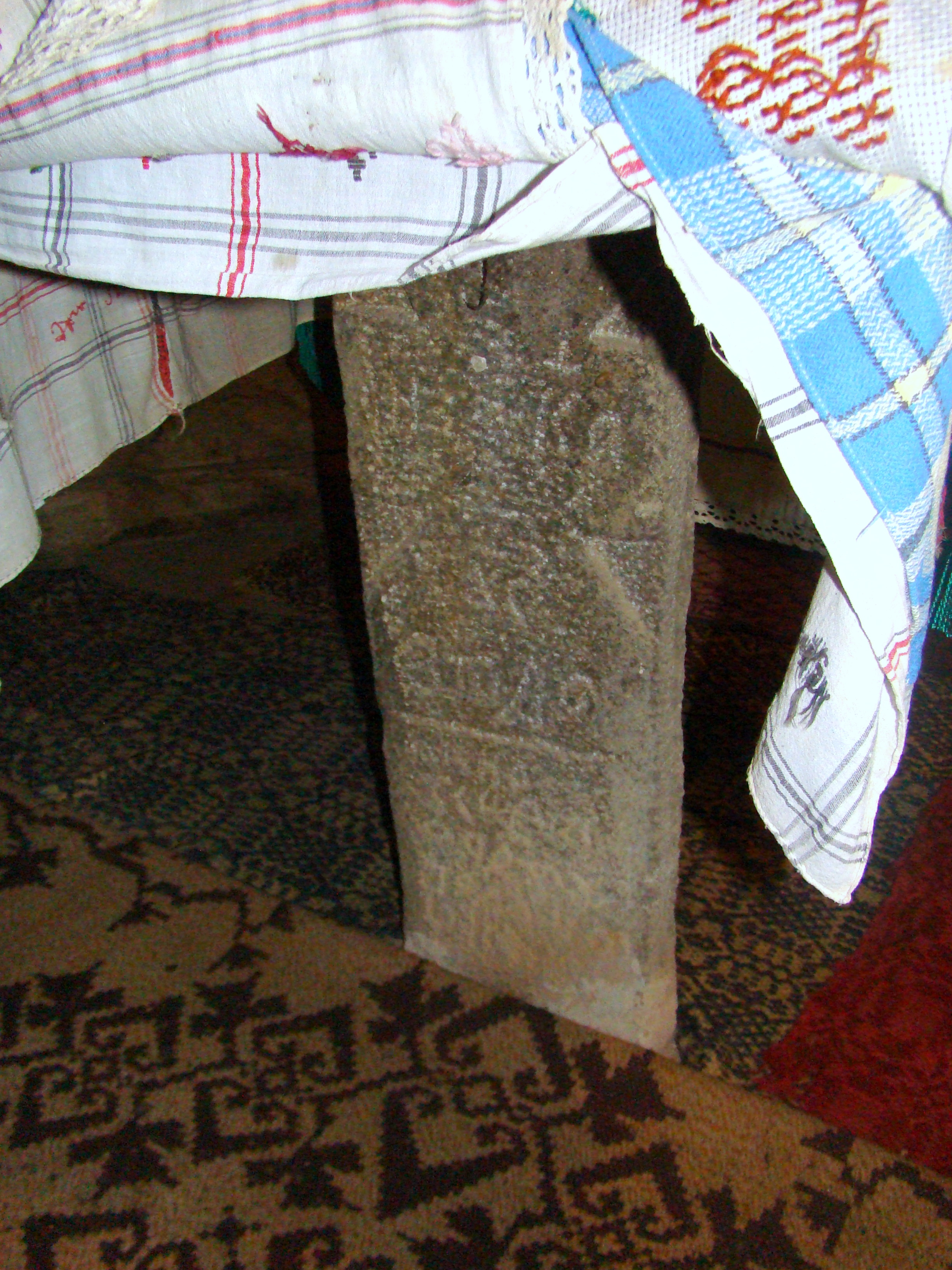
Piciorul mesei altarului
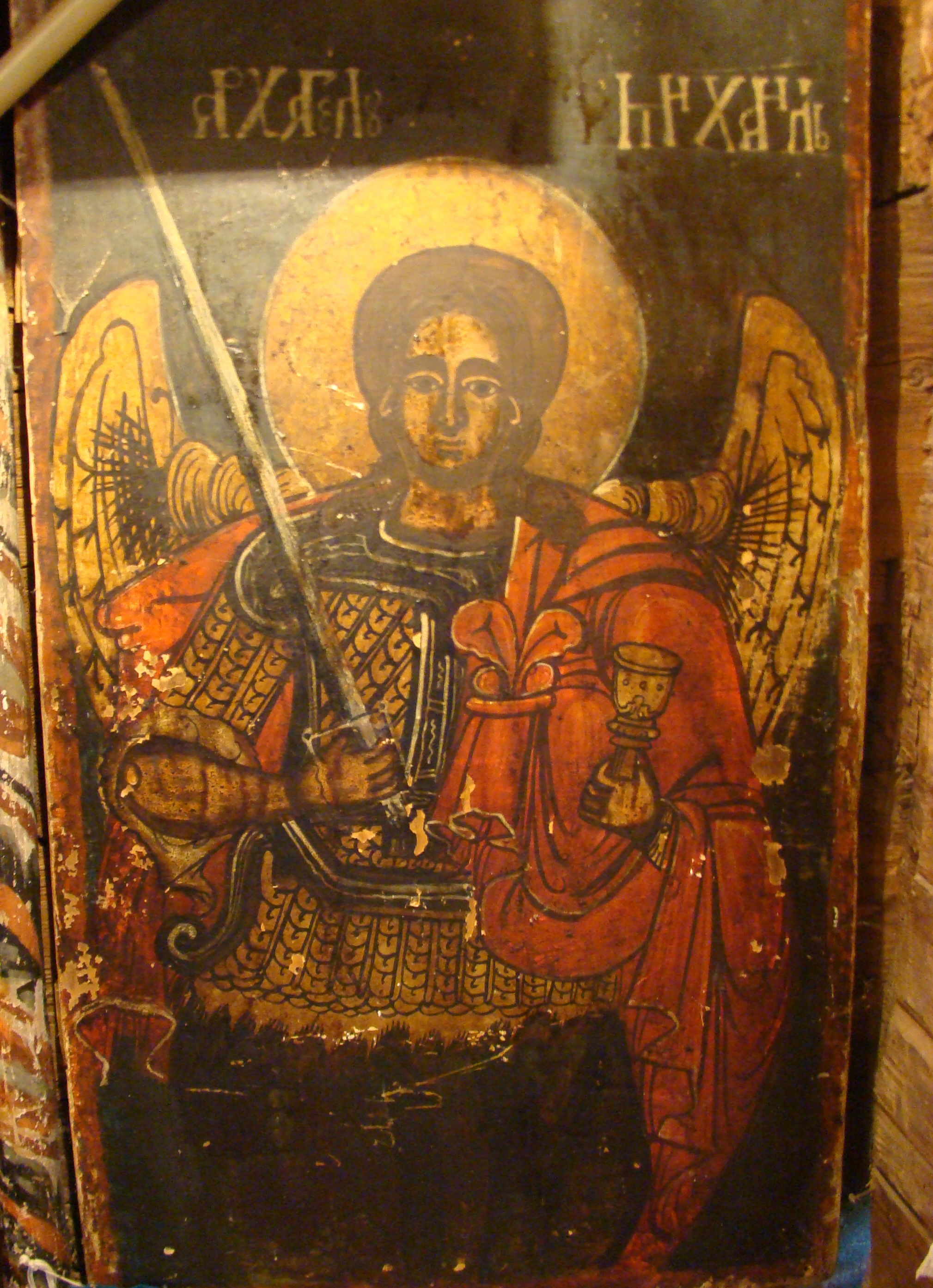
Icoană împărătească
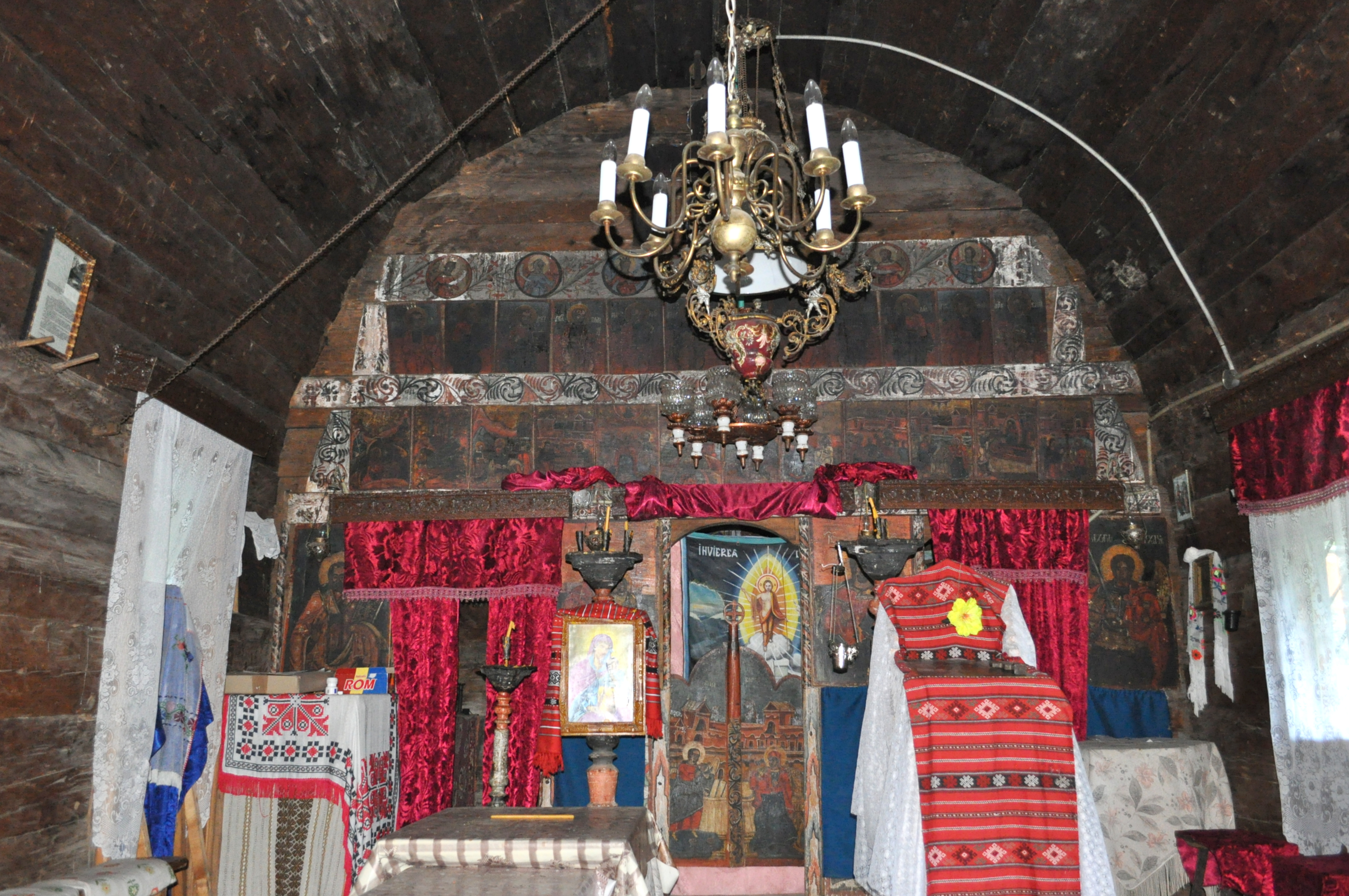
Iconostasul
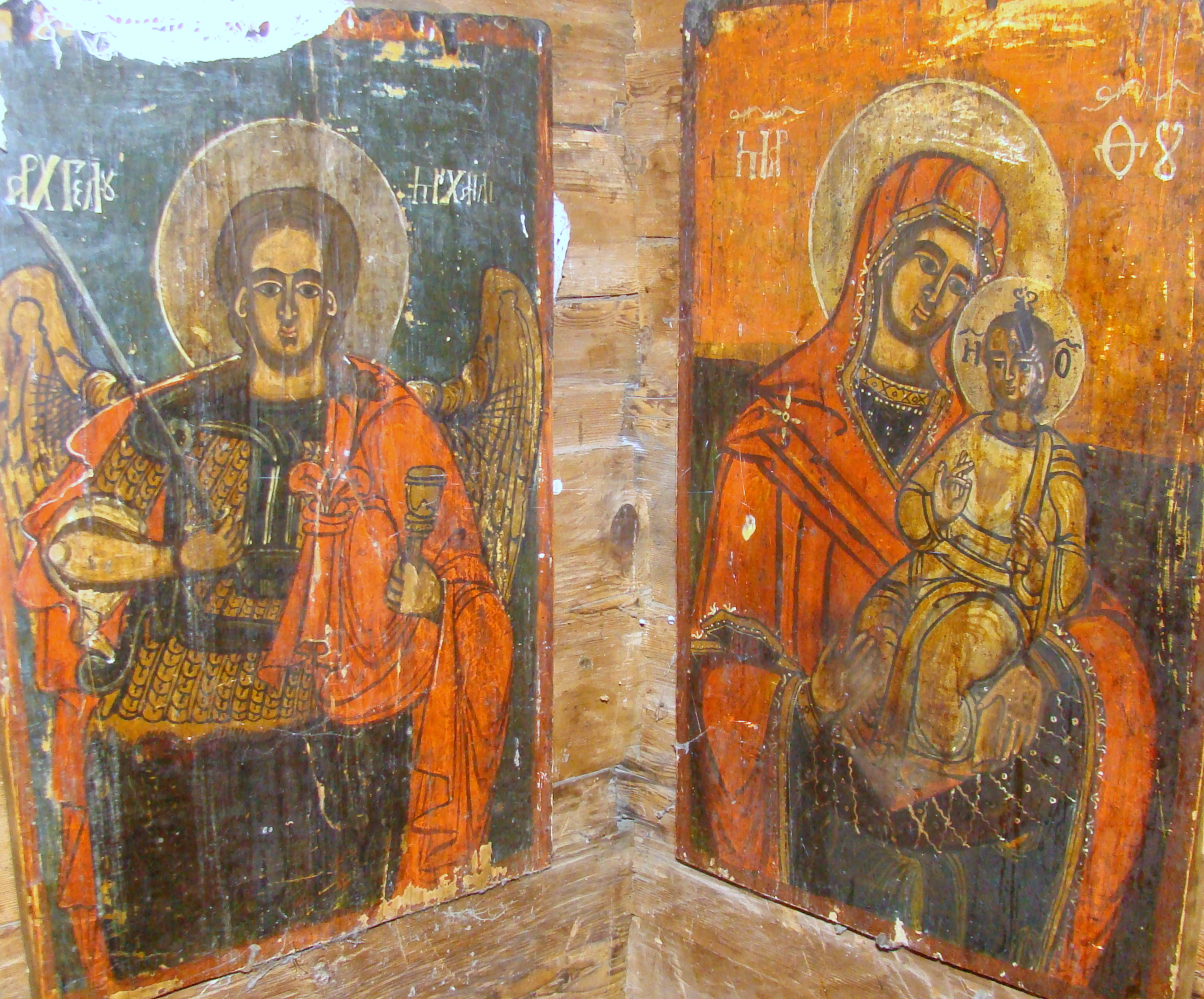
Icoane pe lemn în pronaos
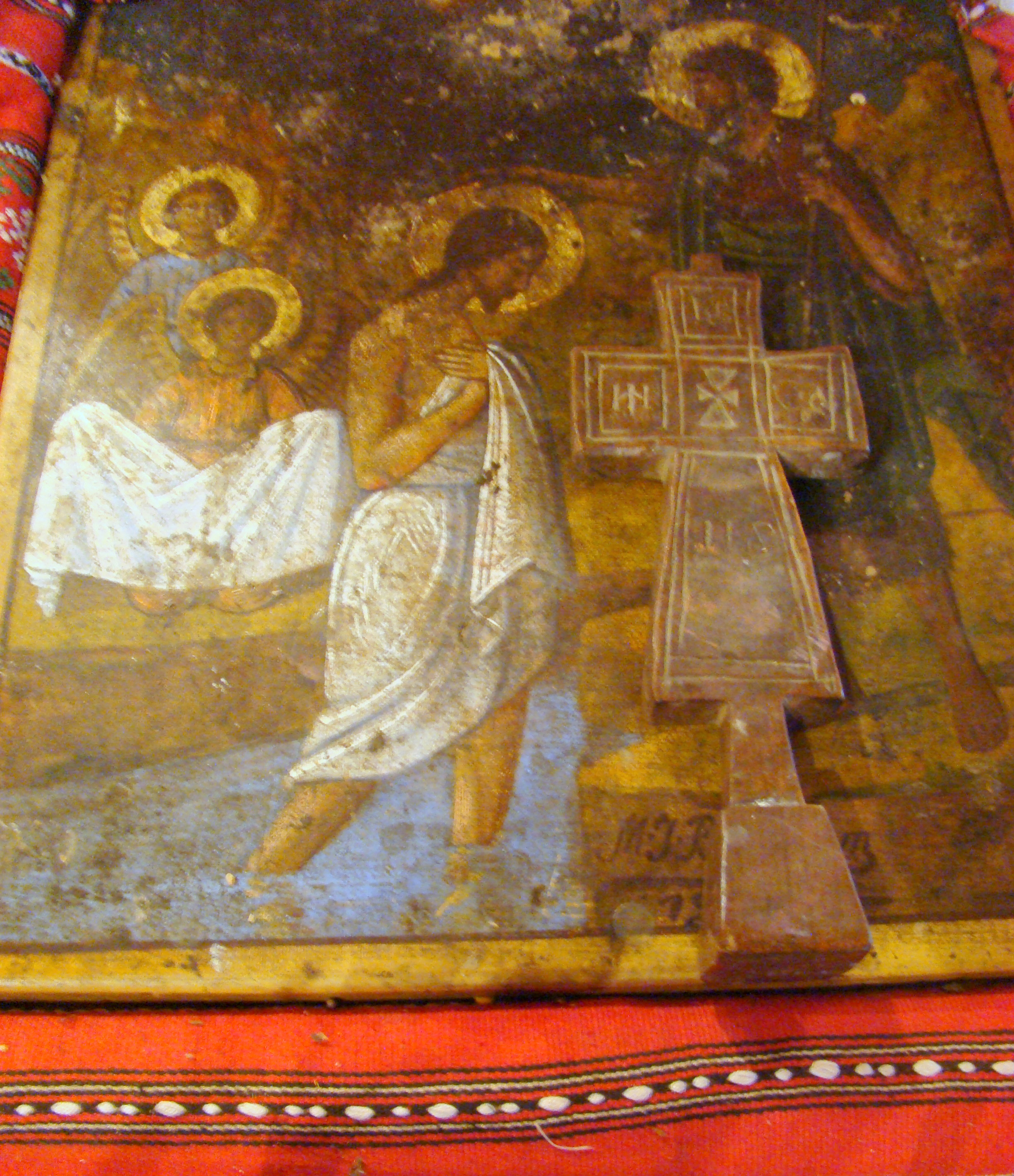
Botezul Domnului şi cruce de mână
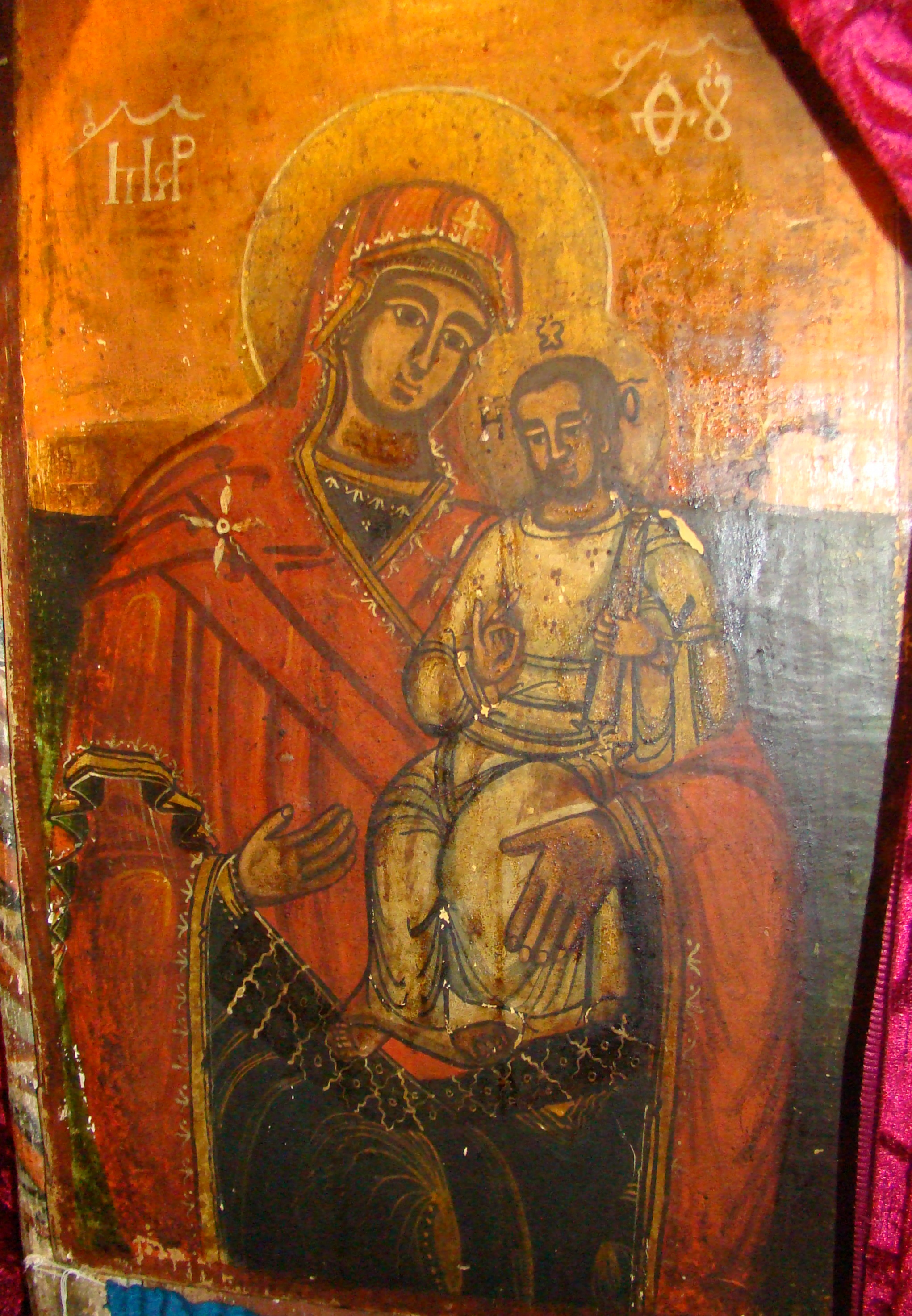
Maica Domnului cu Pruncul
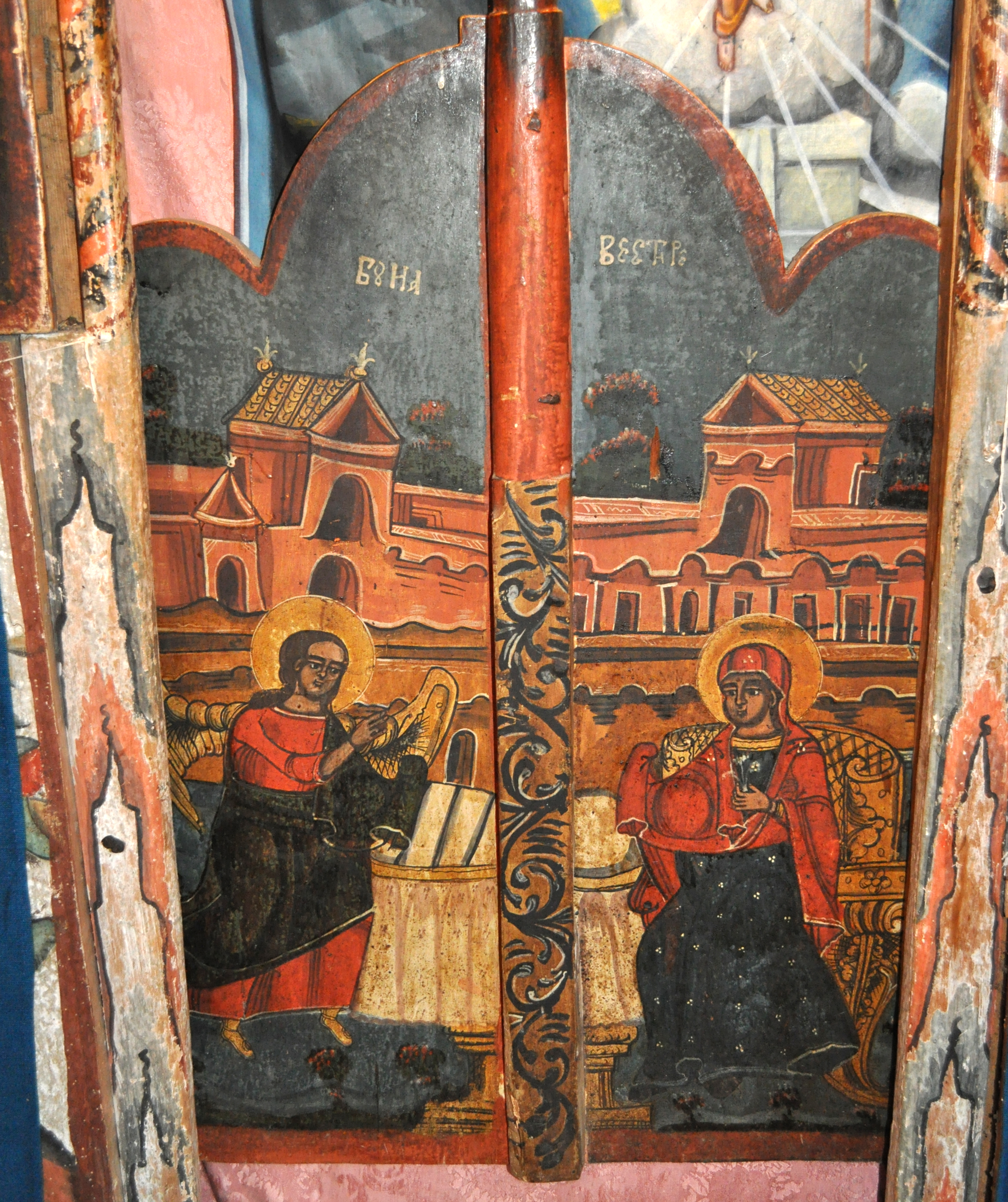
Buna Vestire
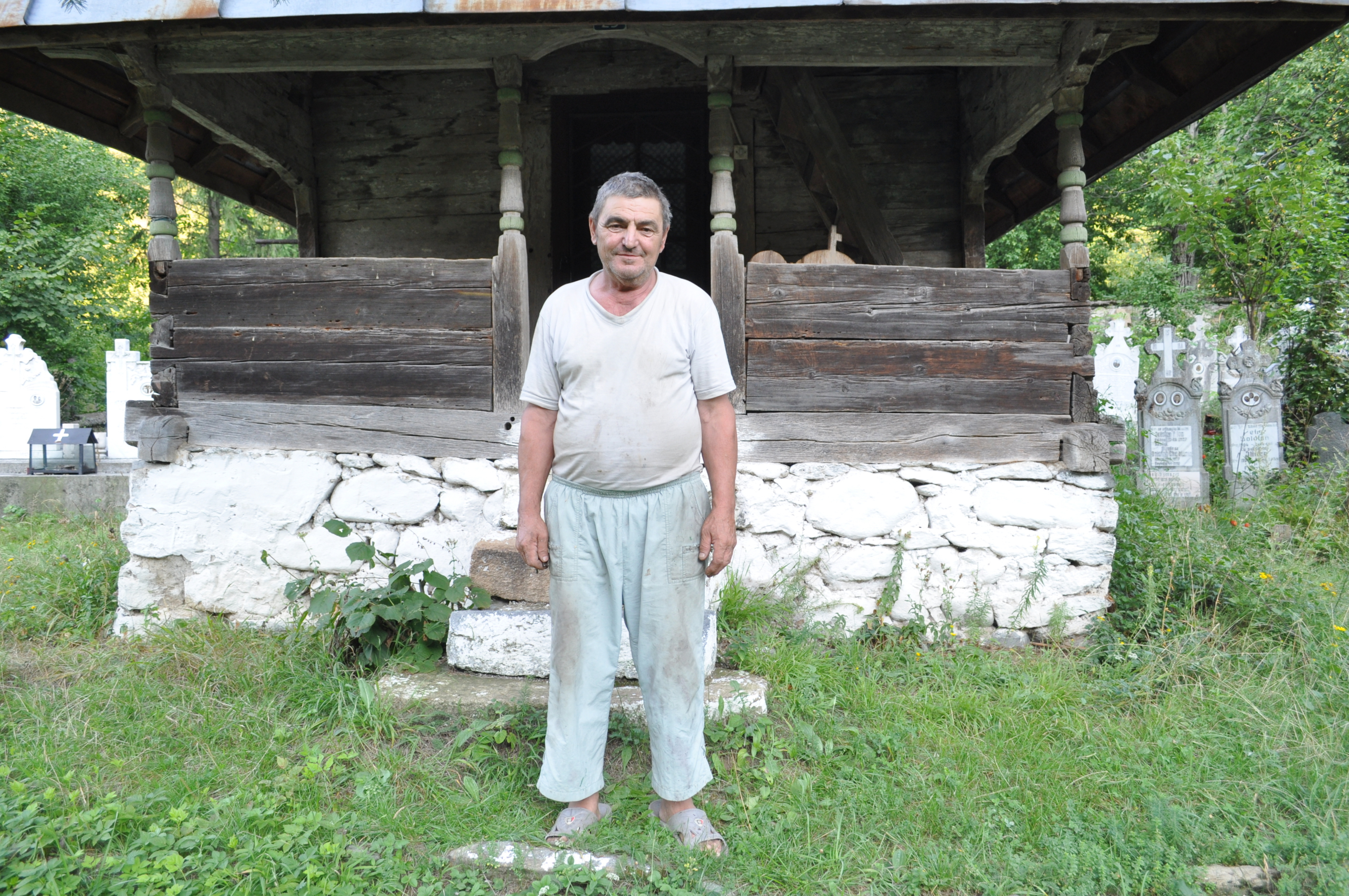
Epitropul bisericii de lemn din Vaidei: Udrescu Petru
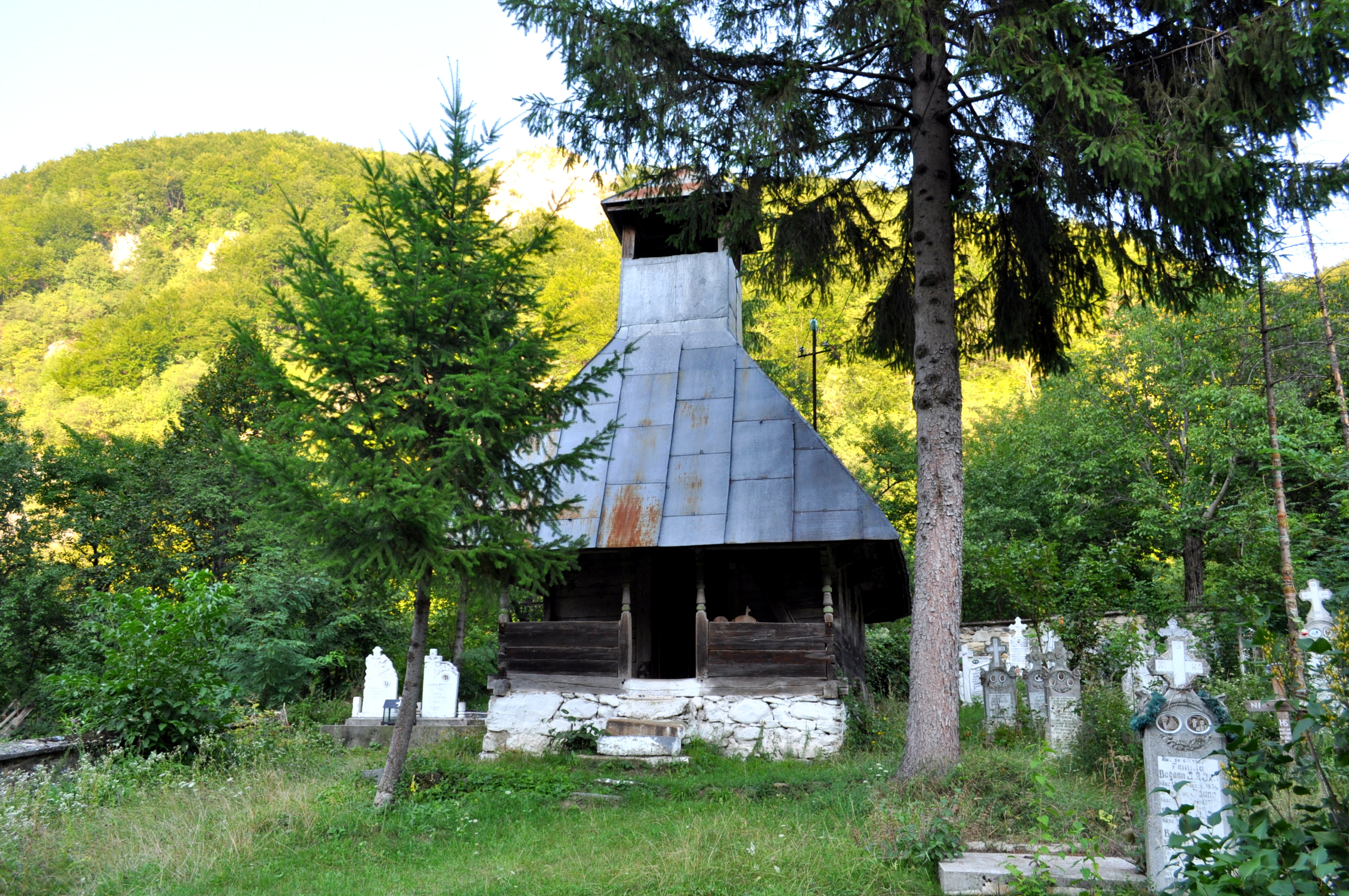
Biserica (vest)